# جيف كليفتون
جيف كليفتون (بالإنجليزية: Jeff Clifton)‏ هو لاعب كرة قدم أسترالية أسترالي، ولد في 21 فبراير 1949، وتوفي في 18 أكتوبر 2010.

## وصلات خارجية
- جيف كليفتون على موقع AustralianFootball.com (الإنجليزية)
- جيف كليفتون على موقع AFLtables.com (الإنجليزية)